# Paphies subtriangulata
Paphies subtriangulata är en musselart som först beskrevs av Charles Thorold Wood 1828.  Paphies subtriangulata ingår i släktet Paphies och familjen Mesodesmatidae. Inga underarter finns listade i Catalogue of Life.